# برستون سوليفان
برستون سوليفان (بالإنجليزية: Preston Sullivan)‏ هو سياسي أمريكي، ولد في 8 يونيو 1947 في توبيلو في الولايات المتحدة. حزبياً، نشط في الحزب الديمقراطي. وقد انتخب عضو مجلس نواب مسيسيبي.